# Задовский, Александр Васильевич
Александр Васильевич Задовский (24 сентября 1900 года, Казань — 22 мая 1938 года, Хабаровск) — разведчик. Майор (1935).

## Биография
Родился в семье рабочего. В РККА с 1919 года. Член РКП(б) с 1919 года.
Стрелок 231-го стрелкового полка на Восточном фронте (март — ноябрь 1919), командир взвода бригады курсантов на Южном фронте (июль — декабрь 1920). Окончил 1-е Московские пулемётные курсы (1919—1921). Командир взвода, стрелковой роты Объединённой военной школы имени ВЦИК (август 1921 — август 1925).
Военный советник в Китае (август 1925 — июнь 1928). Состоял в распоряжении Разведывательного управления Штаба РККА (июнь 1928 — апрель 1930).
Окончил Восточный факультет Военной академии имени М. В. Фрунзе (1930—1933).
Служил в разведывательном отделе Отдельной Краснознамённой Дальневосточной армии (май 1933 — апрель 1938).
В январе 1938 года уволен из РККА и репрессирован.
Реабилитирован посмертно.